# Велкам (Северна Каролина)
Велкам (енгл. Welcome) насељено је место без административног статуса у америчкој савезној држави Северна Каролина.

## Демографија
По попису из 2010. године број становника је 4.162, што је 624 (17,6%) становника више него 2000. године.
| Група             | 2000.         | 2010.         |
| Белци             | 3.361 (95,0%) | 3.754 (90,2%) |
| Афроамериканци    | 94 (2,7%)     | 152 (3,7%)    |
| Азијати           | 28 (0,8%)     | 58 (1,4%)     |
| Хиспаноамериканци | 23 (0,7%)     | 148 (3,6%)    |
| Укупно            | 3.538         | 4.162         |